# Eclipse lunar de agosto de 2008
| |                                   |
| Previo | Eclipse \| Eclipse total \| Saros |
| Posterior | Eclipse \| Eclipse total \|Saros  |
| La Luna pasando de derecha a izquierda a través de la sombra de la Tierra.                                      |                                   |
| N.º de Saros | 138 (28 de 82)                    |
| Duración (h:min:s)                                                                                              |                                   |
| Parcial | 03:08:54                          |
| Penumbra | 05:33:58                          |
| Contactos |                                   |
| P1 | 18:23:07 UTC                      |
| U1 | 19:35:45 UTC                      |
| Mayor | 21:40:03 UTC                      |
| U4 | 22:44:38 UTC                      |
| P4 | 00:01:06 UTC 17 de agosto         |
| Representación del movimiento de la Luna (nodo ascendente) en la constelación de Capricornio, durante 24 horas. |                                   |

El 16 de agosto-17 de agosto de 2008 tuvo lugar un eclipse lunar parcial, siendo el segundo eclipse lunar del año tras el eclipse total del 20-21 de febrero de 2008. El siguiente eclipse lunar fue un eclipse penumbral que se producirá el 9 de febrero de 2009, mientras que el próximo eclipse lunar total se producirá el 21 de diciembre de 2010 y el próximo parcial de luna será el 31 de diciembre de 2009 en Víspera de Año Nuevo y luna azul (segunda luna llena en un mismo mes).
| P1 | 18:23 UTC | 13:23 | 14:23 |
| -- | --------- | ----- | ----- |
| U1 | 19:35 UTC | 14:35 | 15:35 |
| U4 | 22:44 UTC | 17:44 | 18:44 |
| P4 | 00:01 UTC | 19:01 | 20:01 |

## Visualización
En algunas partes de Australia comenzó a verse antes del amanecer del 17 de agosto , mientras que en partes de Sudamérica se vio justo al final de la puesta del sol el 16 de agosto mientras que en la línea de cembio de fecha se vio penumbral con 5 minutos como el Eclipse lunar del 4 de abril de 2015.
El eclipse penumbral comenzó a las 18:23 UTC, convirtiéndose en eclipse parcial a las 19:36. A las 21:10 el eclise alcanzó su máximo tamaño. El eclipse parcial terminó a las 22:44 y el penumbral a las 00:01 del 17 de agosto .

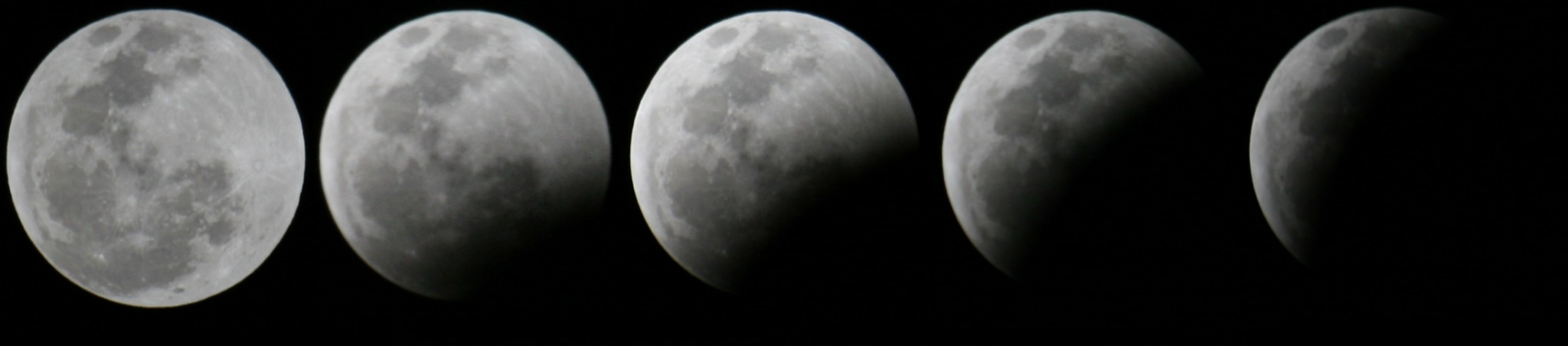
Johannesburgo, Sudáfrica
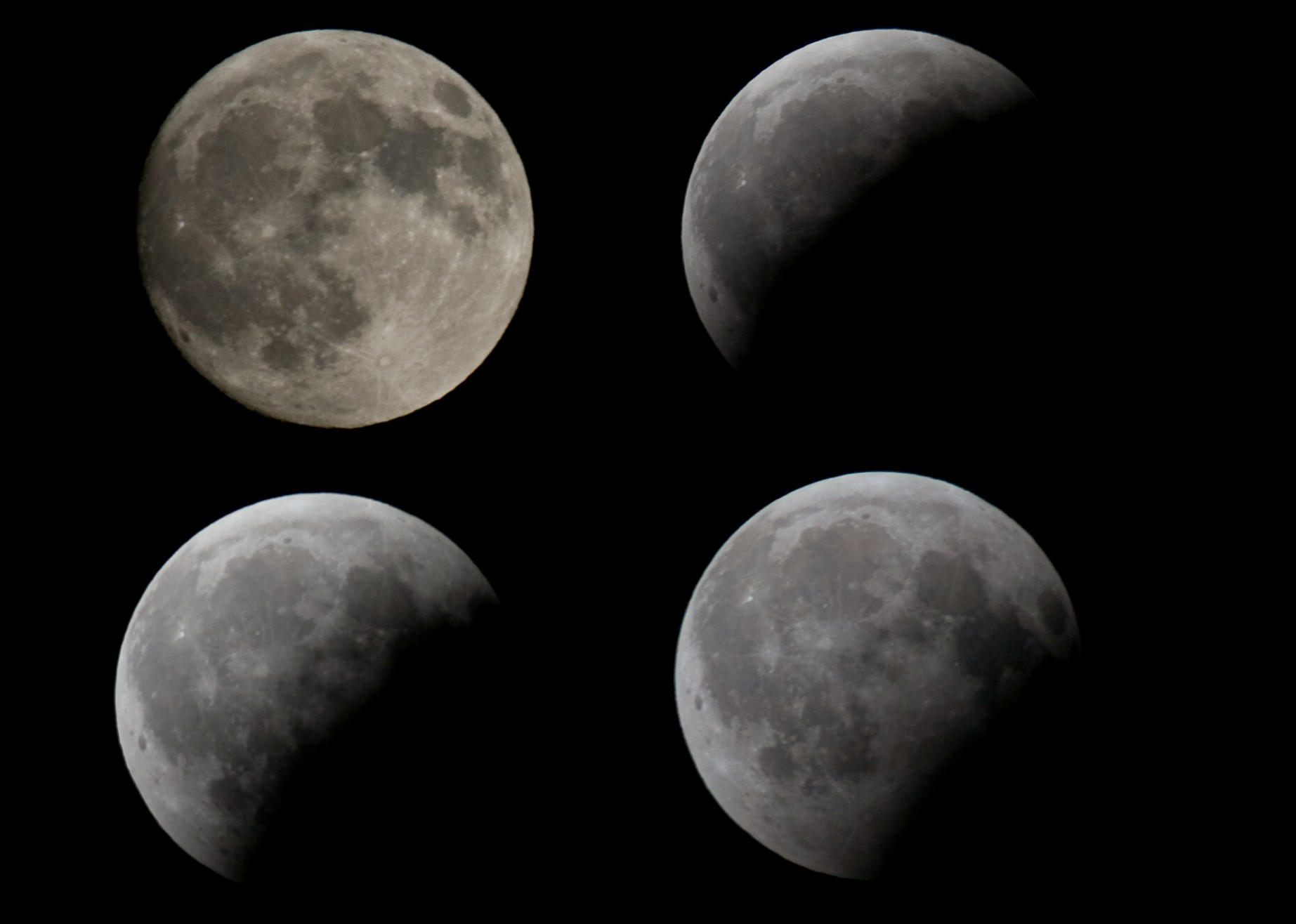
Moraira, España
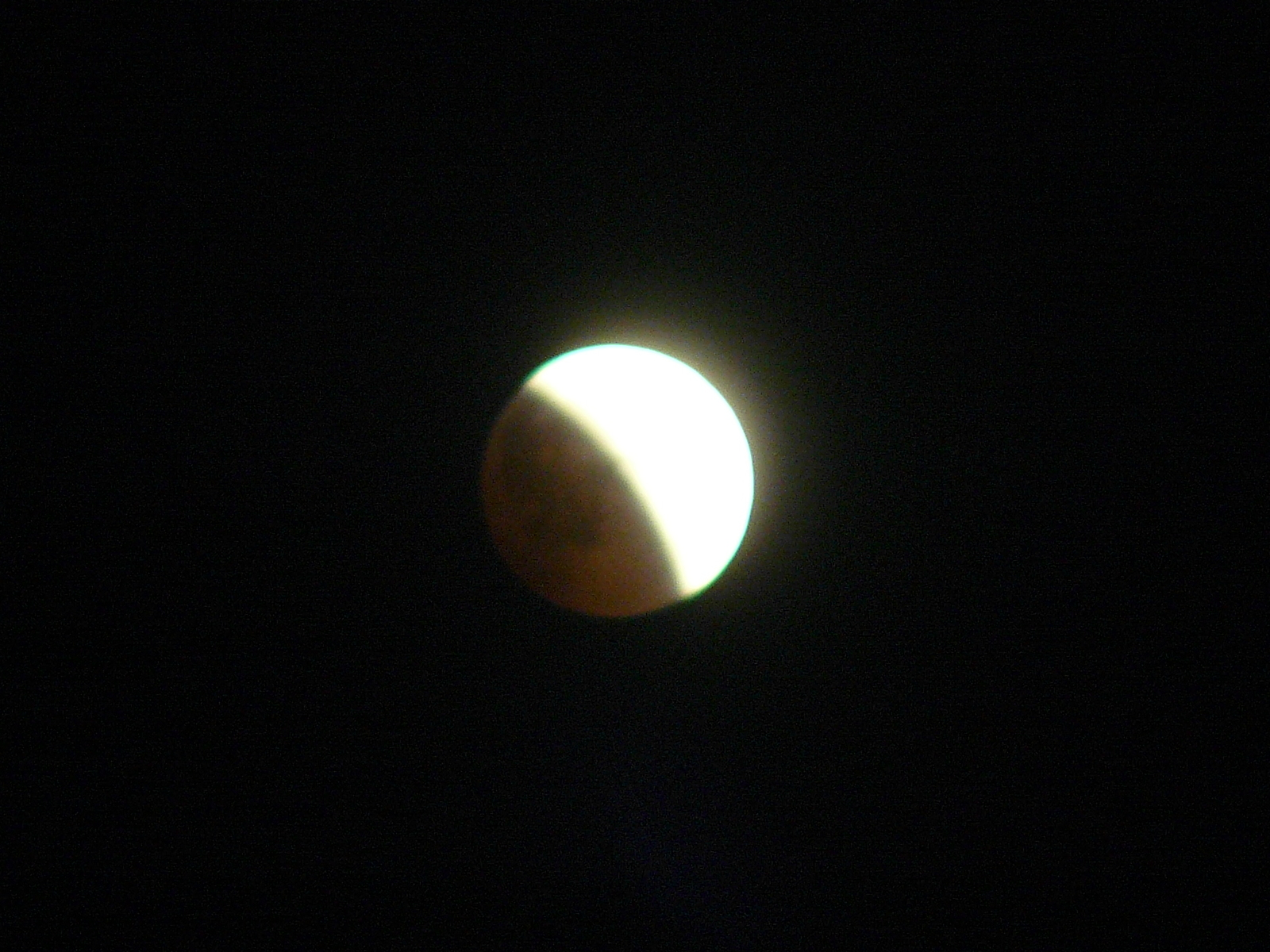
Óblast de Moscú, Rusia
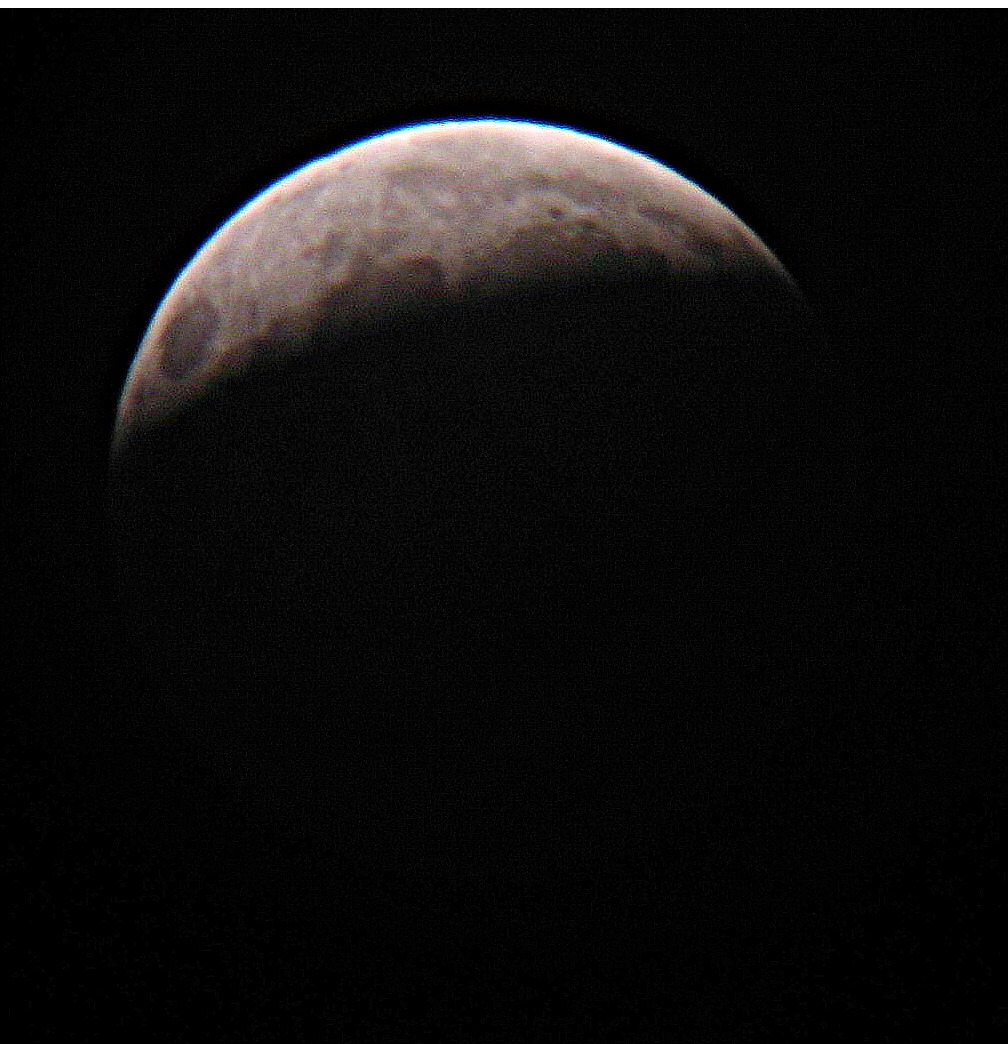
Groninga, Países Bajos
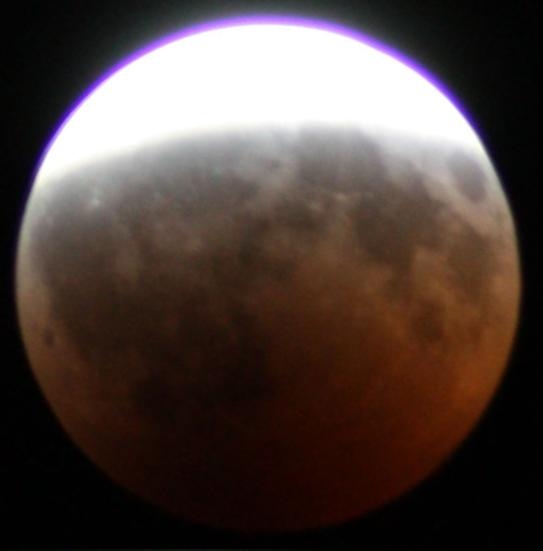
Ciudad del Cabo, Sudáfrica
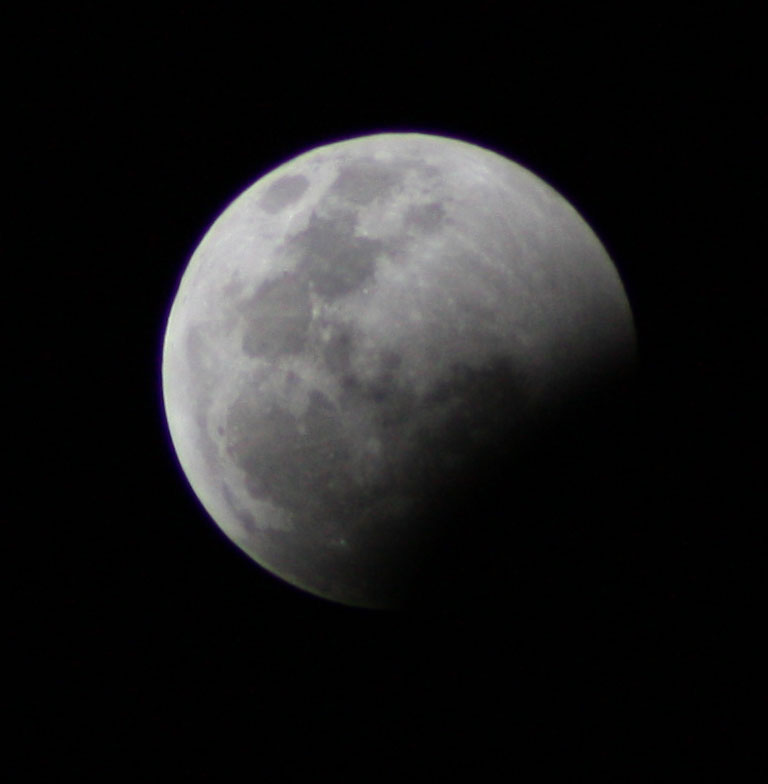
Ciudad del Cabo, Sudáfrica
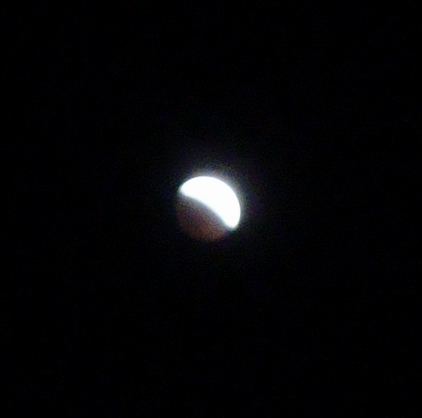
Dubái, Emiratos Árabes Unidos

## Relación con otros eclipses lunares
El eclipse pertenece al periodo Saros 138 y es el eclipse número 29 de los 83 eclipses que consta dicho periodo. El primer eclipse penumbral del periodo Saros 138 comenzó el 5 de octubre de 1503, el primer eclipse parcial el 13 de junio de 1900 y el primer eclipse total será el 7 de septiembre de 2044. El último eclipse total de ese periodo se producirá el 8 de junio de 2495, el último eclipse parcial el 13 de agosto de 2603 y el último eclipse penumbral el 30 de marzo de 2982.